# Jenners

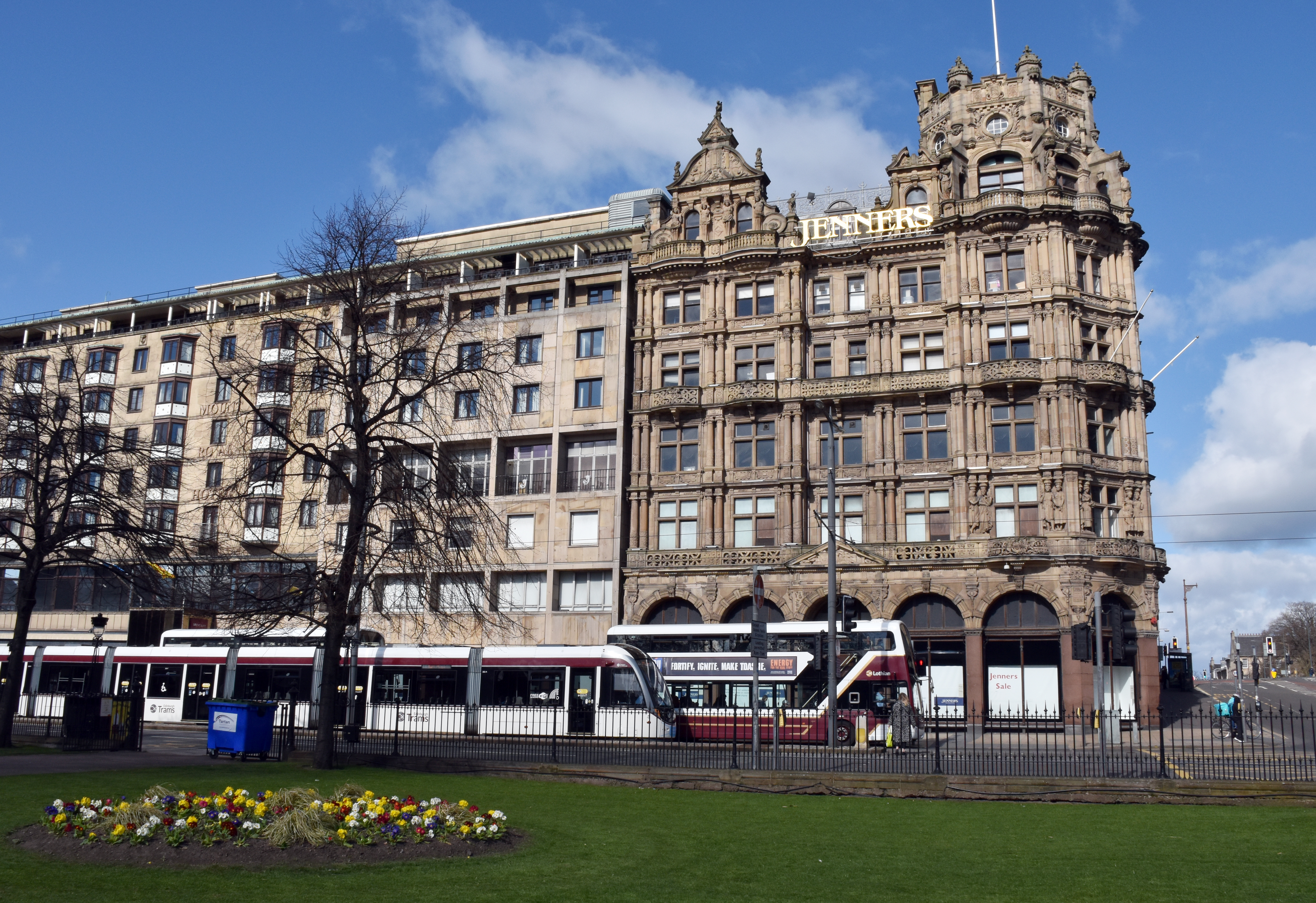
Jenners warenhuis, Princes Street, Edinburgh, gezien vanuit het park aan de overzijde (maart 2021)

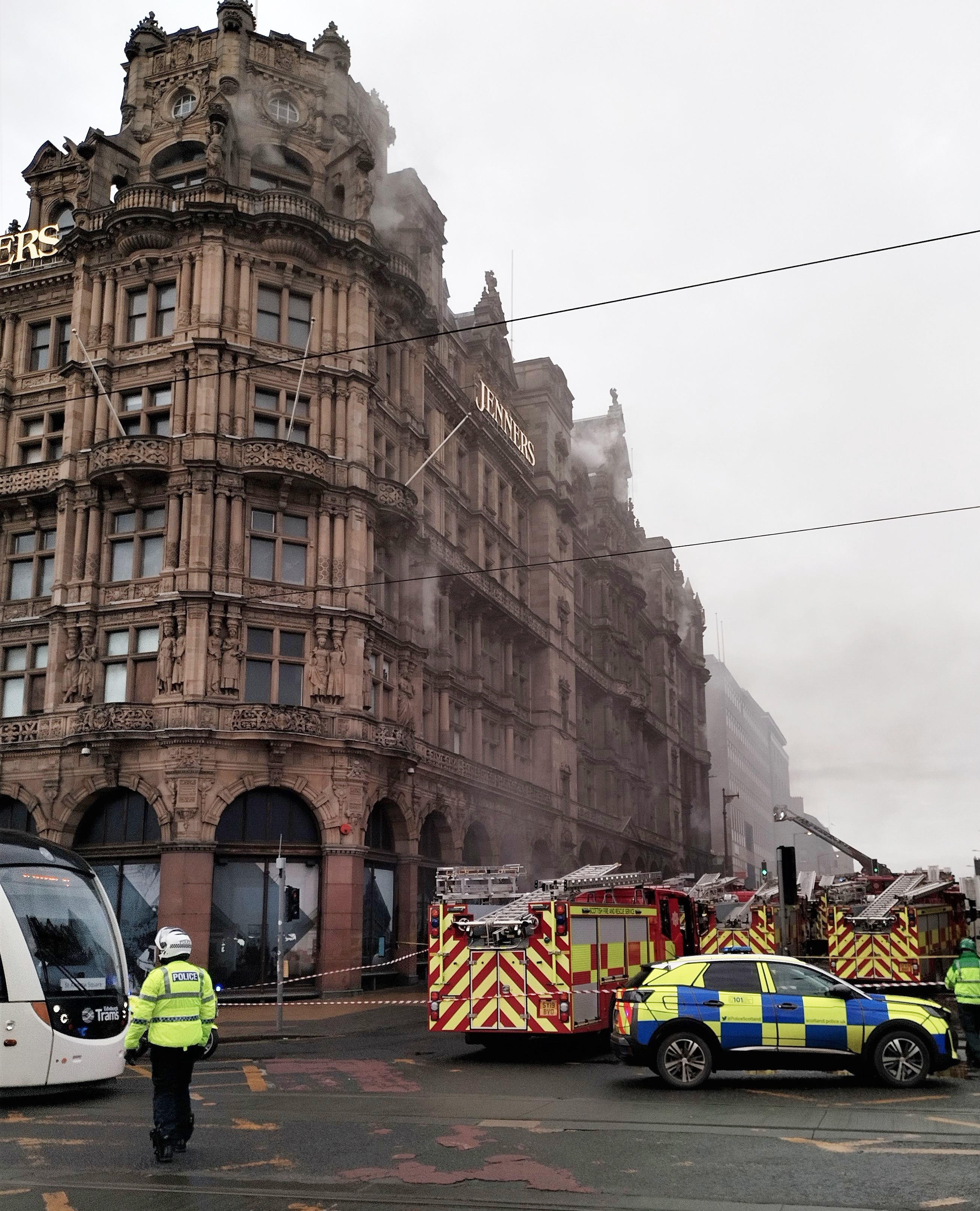
Jenners voormalig warenhuis tijdens een brand op 23 januari 2023

Jenners was een warenhuis in Edinburgh, Schotland, gelegen op Princes Street. Het was Schotland's oudste onafhankelijke warenhuis tot het detailhandelbedrijf in 2005 werd overgenomen door House of Fraser. Het werd gesloten in december 2020 om in mei 2021 open te gaan als House of Fraser. Het gebouw wordt momenteel gerestaureerd om als hotel te worden hergebruikt.

## Geschiedenis
Jenners werd in 1838 opgericht als "Kennington & Jenner" door de linnenhandelaar Charles Jenner (1810-1893) en Charles Kennington. De winkel heeft zijn locatie aan Princes Street nooit verlaten, maar het oorspronkelijke pand werd in 1892 door brand verwoest. In 1893 werd de Schotse architect William Hamilton Beattie aangesteld om een vervangend gebouw te ontwerpen, dat vervolgens in 1895 werd geopend. Het is nu een beschermd gebouw van categorie A.
Jenners werd jarenlang gerund door de familie Douglas Miller, afstammelingen van James Kennedy, die de leiding over de winkel overnam nadat Charles Jenner in 1881 met pensioen ging. Het staat bekend als de "Harrods van het Noorden" en had sinds 1911 een koninklijk predicaat. In 1988 werd het bezocht door koningin Elizabeth II ter gelegenheid van haar 150-jarig jubileum.

### Verkoop aan House of Fraser
Op 16 maart 2005 werd aangekondigd dat de familie Douglas Miller in vergevorderde onderhandelingen was om het bedrijf te verkopen aan het House of Fraser, voor een geschatte prijs van £ 100 tot 200 miljoen, maar een maand later werd het verkocht voor £46,1 miljoen. Terwijl andere overnames door House of Fraser een andere naam kregen, behield Jenners zijn identiteit. De winkel kwam in 2007 in het nationale nieuws toen het publiekelijk aankondigde dat het zou stoppen met de verkoop van foie gras, na een boycot door de hertog en hertogin van Hamilton. In 2008 investeerde House of Fraser £3 miljoen in verbeteringen aan de winkel. Als gevolg hiervan werd de speelgoedafdeling in de kelder in 2016 omgedoopt tot Hamleys, voordat deze in 2019 werd gesloten.
Het huurcontract voor het gebouw bleef in handen van de Jenners holdingmaatschappij JPSE Ltd, eigendom van de familie Douglas Miller. In augustus 2005 werd het verkocht aan Moorcroft Capital Management, eigendom van Jenners' voormalige CEO Robbie Douglas Miller. In 2017 werd het gebouw gekocht door de Deense miljardair mode-retailer en landeigenaar in Schotland Anders Holch Povlsen, naar verluidt voor £ 53 miljoen.
Eind 2019 werd gemeld dat het bedrijf overwoog om te verkleinen of te verhuizen van Princes Street.

### Sluiting warenhuis
In januari 2021 werd aangekondigd dat Jenners zou sluiten en dat er 200 banen verloren zouden gaan. Het Jenners-bord werd op 14 april 2021 van het gebouw aan Princes Street verwijderd, naar verluidt tot verrassing van de eigenaren van het gebouw. Op 21 april 2021 heeft de gemeenteraad van Edinburgh een kennisgeving van handhaving van het beschermde pand uitgegeven aan Sports Direct Retail, het bedrijf van Mike Ashley dat eigenaar is van de Frasers Group, om de Jenners-letters aan de oost- en zuidkant van het warenhuis te herstellen, aangezien deze zonder toestemming van het beschermde pand waren verwijderd. In mei 2021 werd aangekondigd dat de restauratie van het gebouw vier jaar zou duren en dat de winkel, zodra de herontwikkeling was voltooid, zonder de House of Fraser-kleuren zou worden heropend.

### Voorgestelde hotelconversie
In juni 2022 kreeg AAA United, het bedrijf van Anders Holch Povlsen, toestemming om het gebouw om te bouwen tot een hotel met 96 kamers. Volgens de plannen zou het centrale atrium met drie verdiepingen behouden blijven, evenals de Jenners-belettering. De hotelkamers zouden de bovenste verdiepingen bezetten, met nieuwe winkels, restaurants en cafés op de lagere verdiepingen, en een nieuwe bar op het dak.

### Brand in 2023
Op 23 januari 2023 brak er brand uit aan de achterzijde van het leegstaande pand. Vijf brandweerlieden raakten gewond, waarvan er één, de 38-jarige Barry Martin, ernstig gewond raakte en vier dagen later overleed. Ooggetuigen beschreven rook die uit de kelder van het warenhuis kwam.

## Architectuur
Het huidige Jenners-gebouw in Edinburgh werd in 1893 ontworpen door William Hamilton Beattie in een sierlijke, vroege Neorenaissance-stijl, versierd met diverse zuilen, sierlijke kroonlijsten en decoratieve balustrades. Het gebouw ligt op een helling en heeft zes verdiepingen en een zolderverdieping. Op de zuidoosthoek staat een gekantelde toren van zeven verdiepingen. Op aandringen van Charles Jenner werd de voorgevel van het gebouw versierd met rijen vrouwelijke kariatiden, "om symbolisch te laten zien dat vrouwen de steunpilaren van het huis zijn". De nieuwe winkel was voorzien van veel technische innovaties, zoals elektrische verlichting en hydraulische liften. In 1903 werd de winkel door Beattie's partner, Andrew Robb Scott, uitgebreid naar het noorden, richting Rose Street, in een stijl die overeenkwam met Beattie's oorspronkelijke ontwerp. In 1955 werd er aan de westkant langs Princes Street nog een uitbreiding toegevoegd door Tarbolton & Ochterlony. Het Jenners-gebouw staat vooral bekend om zijn grote salonhal, met houten consolegalerijen die drie verdiepingen hoog zijn, met een uitgebreide houten trap met bandwerk en bekroond met een glazen dak met houten stijlen. Elke winter werd er in de grote hal een grote kerstboom neergezet, die jaarlijks een populaire attractie werd voor bezoekers.
In de jaren 1970 werd de winkel van Jenners door de Royal Commission on the Ancient and Historical Monuments of Scotland aangewezen als een beschermd gebouw van categorie A.

Architectonische details
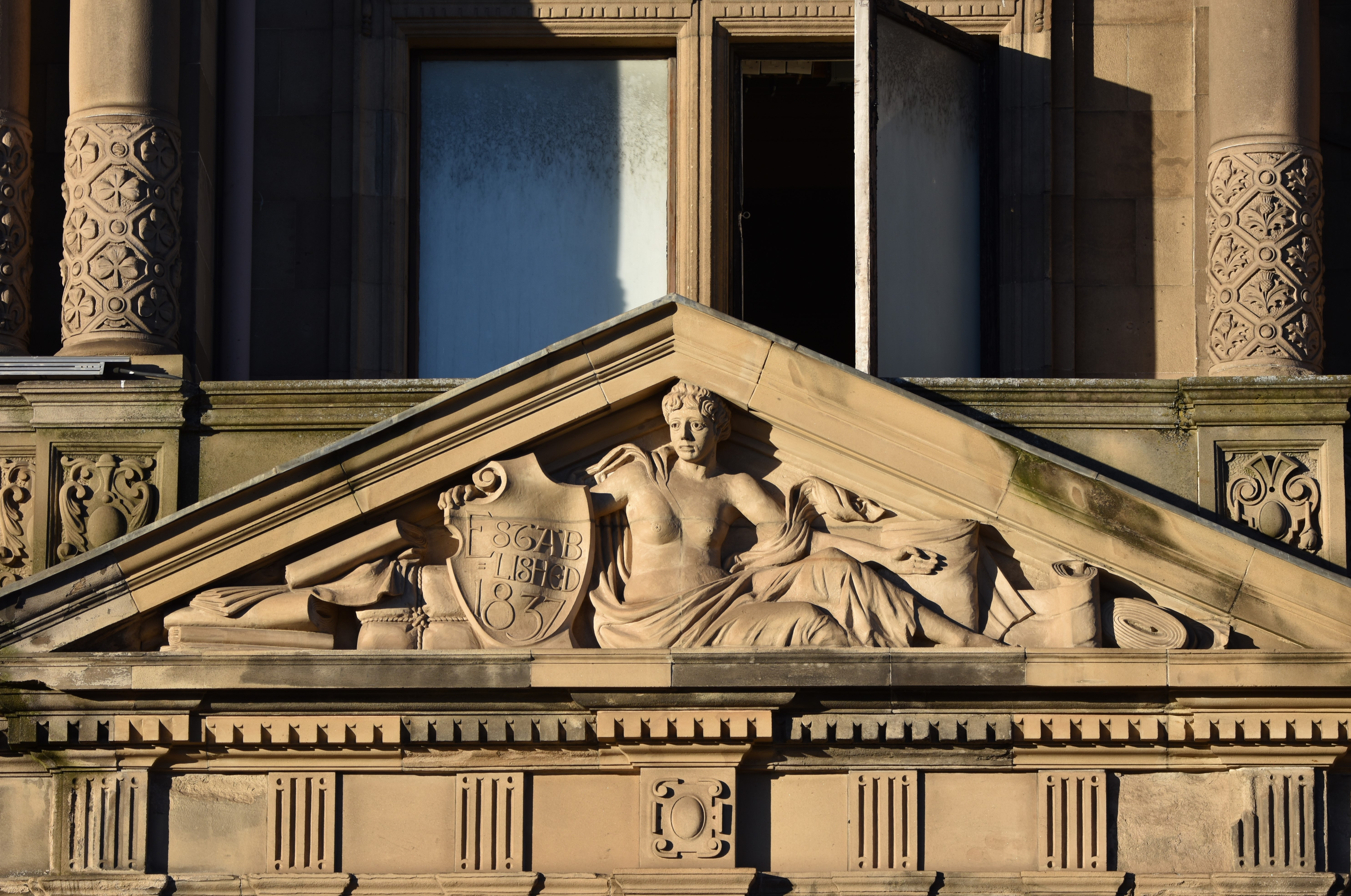
Klassiek vrouwelijk naakt met een schild met de datum van de oprichting van Jenners, deurfronton, hoofdingang, gevel aan Princes Street
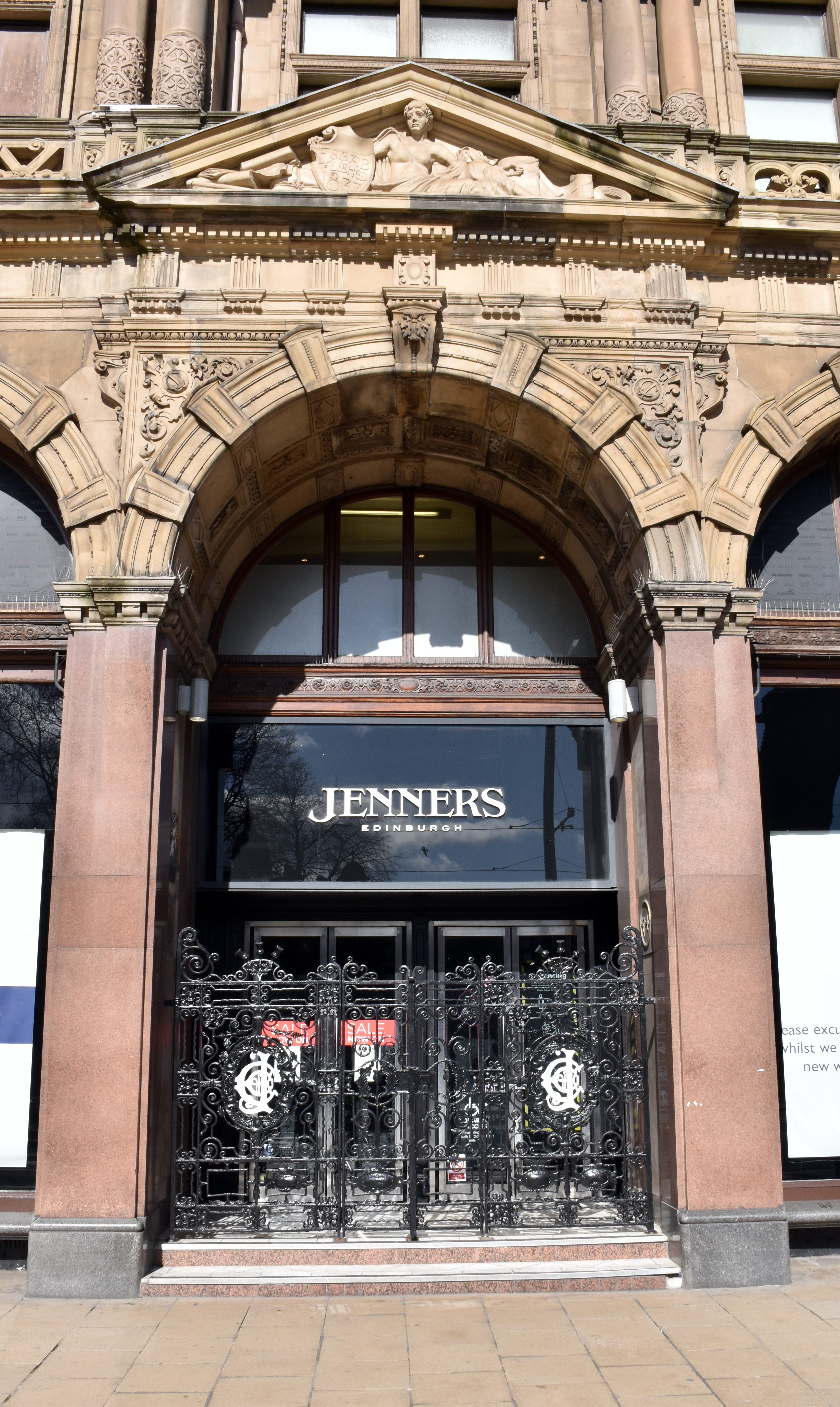
De hoofdingang in Princes Street
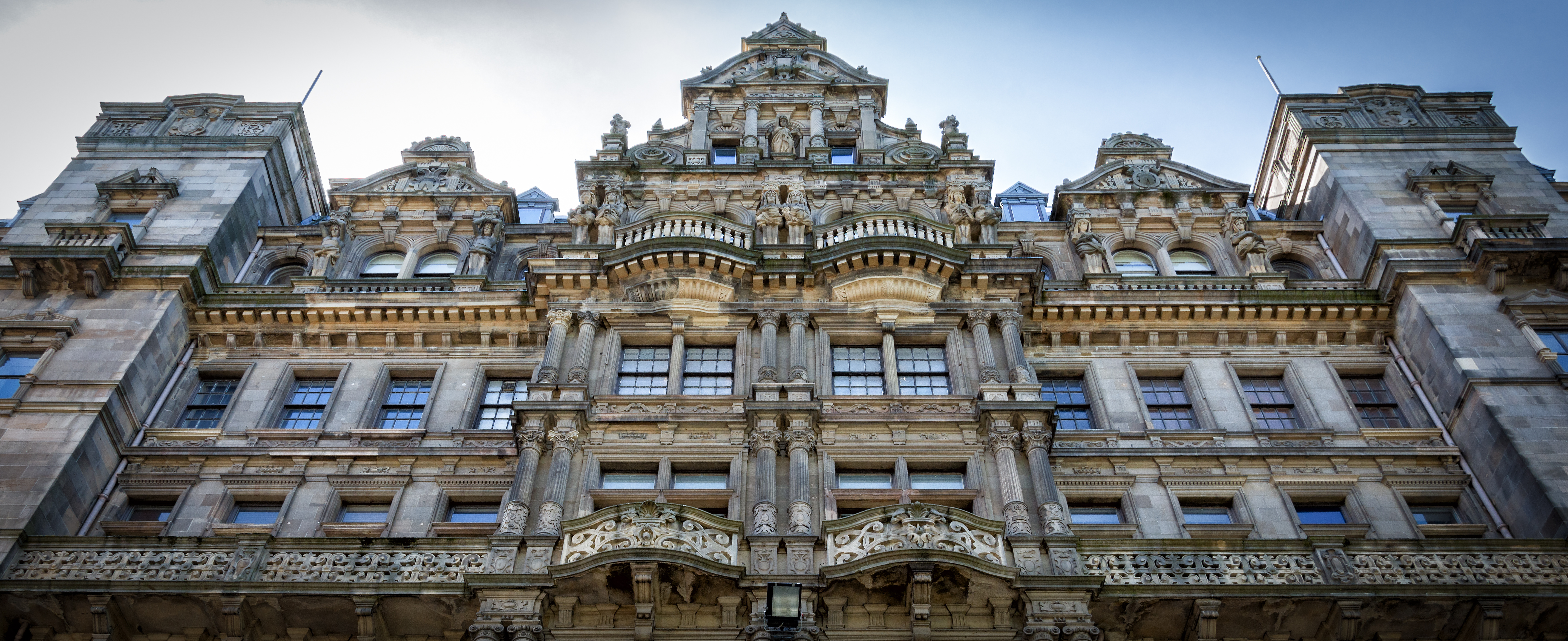
Gevel van South Saint David Street
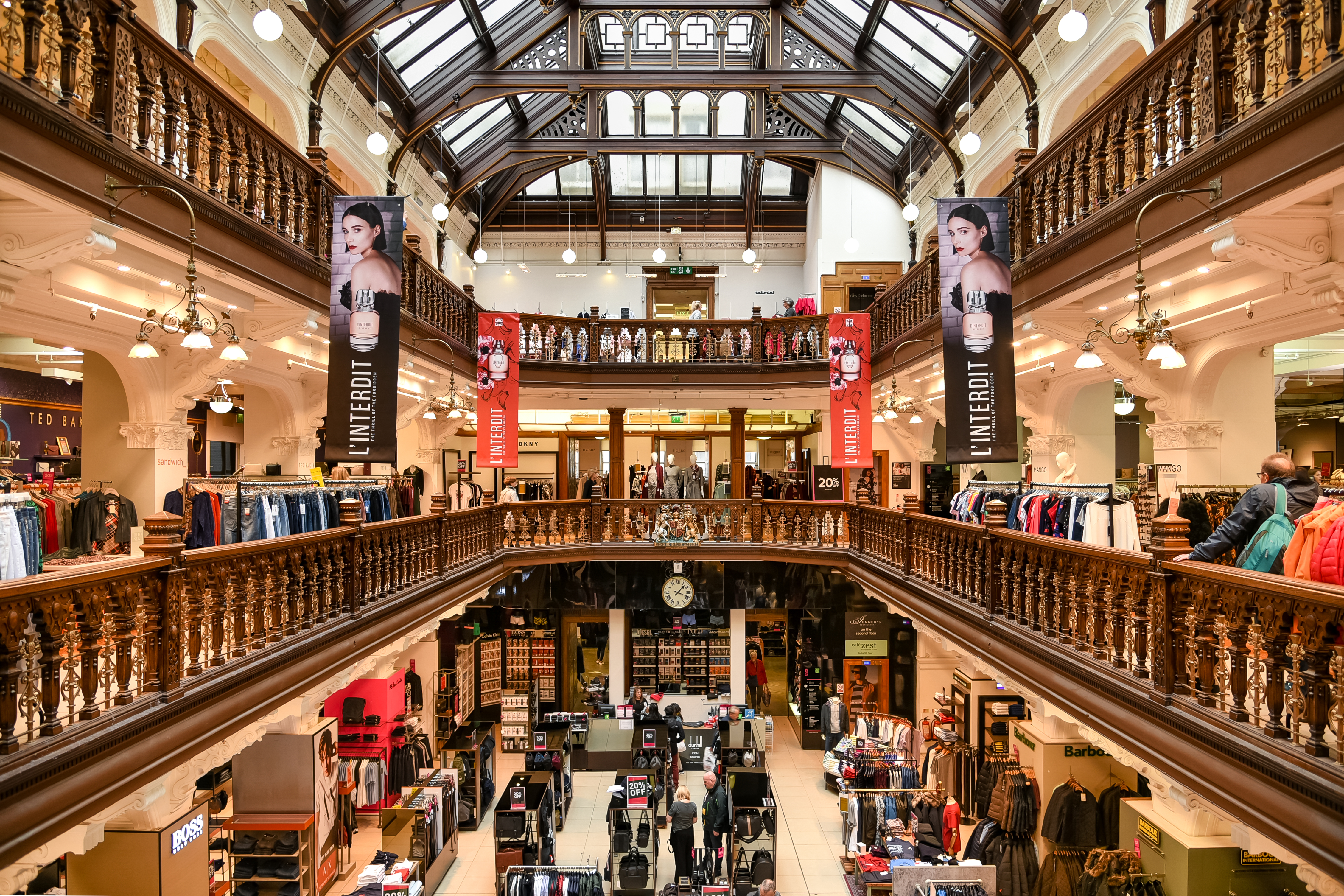
De grote hal van Jenners
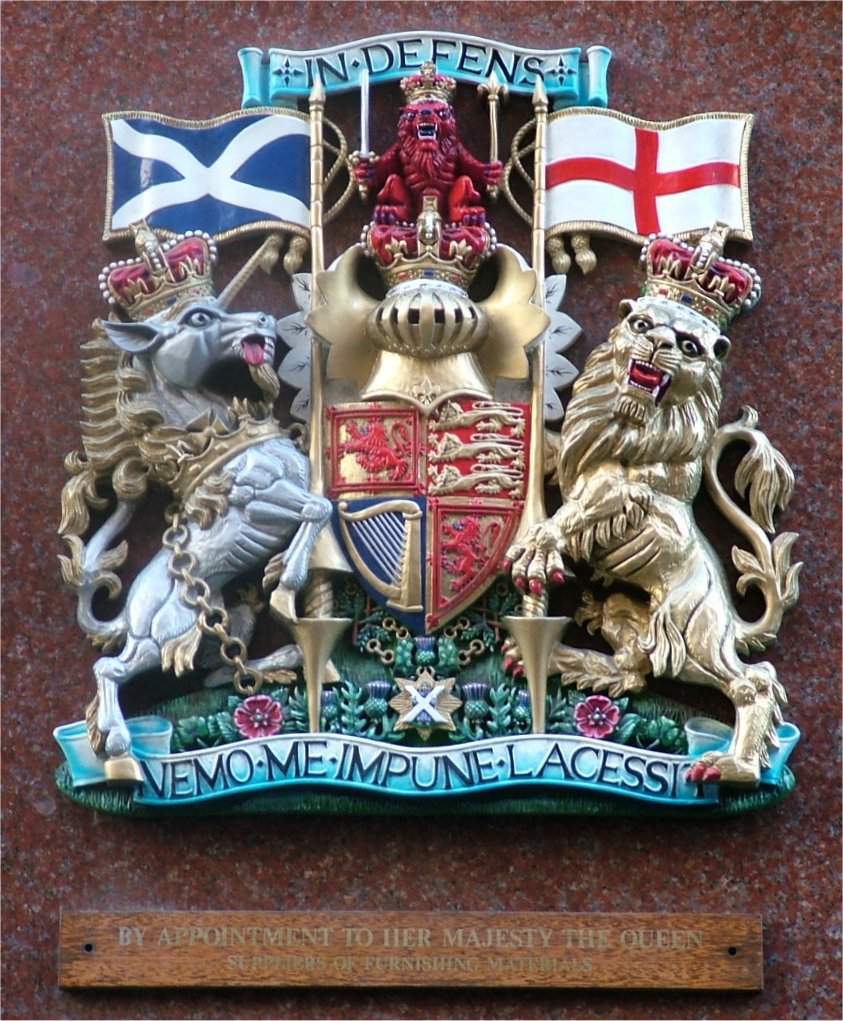
Het Koninklijk Warrant

## Winkels
Jenners had in 2020 twee winkels:
- Princes Street, Edinburgh
- Loch Lomond Shores, Balloch

De Jenners-winkel in Loch Lomond Shores in Balloch is nog steeds in bedrijf maar als een dubbele winkel van Frasers en Sports Direct. De merkidentiteit van Jenners is vrijwel afwezig.
Jenners had eerder winkels op Edinburgh Airport en Glasgow International Airport, maar deze zijn gesloten na een besluit dat in april 2007 werd aangekondigd. Jenners zei dat de veiligheidsmaatregelen die op Britse luchthavens werden ingevoerd na het complot voor transatlantische vliegtuigen in 2006, hadden geleid tot een aanzienlijke terugval in de handel in de winkels.